# Nathalia (prénom)
Nathalia est un prénom féminin, variante de Nathalie.

## Définition
Le mot Nathalia vient du mot latin natalis dies signifiant « le jour de la naissance ». Elle peut être aussi fêtée le 27 juillet.

## Personnes portant ce prénom
- Pour l'ensemble des articles sur les personnes portant ce prénom, consulter :
  - la liste des articles dont le titre commence par ce prénom
  - les listes produites par Wikidata : Liste des personnes de prénom « Nathalia » — même liste en incluant les éventuels prénoms composés qui contiennent « Nathalia ».